# Mesiano
Mesiano (fallecido en el 456) fue un militar romano occidental. Ocupó el cargo de magister militum en el año 456, bajo el gobierno de Avito.
Nació en la Galia y se convirtió en una de las personas de confianza de Avito antes de que ascendiese a emperador. Cuando este era magister militum —en el 455— tuvo que viajar en misión diplomática a la corte del rey visigodo Teodorico II en Tolosa y escogió a Mesiano como su acompañante.
Ese mismo año, Petronio Máximo fue muerto durante una revuelta en Roma. Tras este hecho, Avito fue nombrado emperador el 9 de julio del 455 por una asamblea de nobles galorromanos y se dirigió a Italia acompañado de sus seguidores, entre los que se encontraba Mesiano.
Debido a su origen galo, Avito no fue popular entre la población italiana y el senado romano. Esto llevó pronto a una revuelta en su contra. En Rávena, las fuerzas rebeldes vencieron a los mercenarios godos comandados por su magister militum Remisto matándolo, finalmente, en el palacio de Classis el 17 de septiembre del 456. Tras este hecho, Avito nombró a Mesiano como sustituto del fallecido y se dirigieron a la Galia para reclutar tropas. Un mes más tarde —el 17 de octubre— se enfrentaron a los rebeldes al mando de Ricimero en Plasencia. La batalla se saldó con una derrota de Avito quién fue capturado y convertido en obispo. Mesiano, por su parte, murió durante el combate.